# Frederick Holbrook

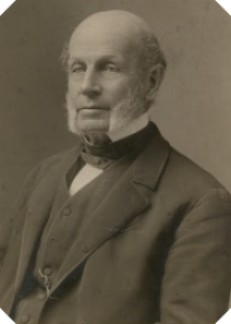
Frederick Holbrook

Frederick Holbrook (* 15. Februar 1813 in East Windsor, Hartford County, Connecticut; † 28. April 1909 in Brattleboro, Vermont) war ein US-amerikanischer Politiker und von 1861 bis 1863 Gouverneur des Bundesstaates Vermont.

## Frühe Jahre
Frederick Holbrook besuchte das Berkshire-Gymnasium, eine Privatschule in Massachusetts. Danach studierte er in England Landwirtschaft. Nach seiner Rückkehr in die Vereinigten Staaten wurde er in Brattleboro in Vermont in der Landwirtschaft tätig. Dort schrieb er auch Beiträge für landwirtschaftliche Zeitschriften und arbeitete an Erfindungen zur Verbesserung landwirtschaftlicher Geräte. Zwischenzeitlich war er auch Mitglied der Miliz von Vermont. Holbrook war auch der Gründer der landwirtschaftlichen Vereinigung von Vermont, deren Präsident er zwischen 1850 und 1858 werden sollte.

## Politischer Aufstieg
In seiner Heimatstadt Brattleboro war Holbrook als Stadthistoriker angestellt sowie von 1847 bis 1850 als Testamentsvollstrecker tätig. Holbrook war auch 40 Jahre lang Mitglied des Kuratoriums der Nervenheilanstalt von Vermont. Zwischen 1849 und 1850 gehörte er dem Senat von Vermont an. Damals machte er auch den Vorschlag, auf Bundesebene eine Agentur für Landwirtschaft einzurichten. Diese Idee wurde später aufgegriffen und führte zur Gründung des US-Landwirtschaftsministeriums. In den 1850er Jahren wurde Holbrook Mitglied der neugegründeten Republikanischen Partei. Als deren Kandidat wurde er im Jahr 1861 zum Gouverneur seines Staates gewählt.

## Gouverneur von Vermont
Frederick Holbrook trat sein neues Amt am 11. Oktober 1861 an. Nach einer Wiederwahl im Jahr 1862 konnte er bis zum 9. Oktober 1863 im Amt bleiben. Seine Regierungszeit war von den Ereignissen des Bürgerkriegs überschattet. Neben den obligatorischen Maßnahmen zur Unterstützung der Kriegsanstrengungen der Bundesregierung, zu der unter anderem die Rekrutierung von Soldaten und die Bereitstellung von Nachschub gehörten, schlug Gouverneur Holbrook vor, Militärkrankenhäuser ins Hinterland, abseits von Kampfgebieten, zu verlegen, um für eine ruhigere und bessere Versorgung der Verwundeten zu sorgen. Das sollte die Kampfgebiete entlasten und die ärztliche Versorgung der Betroffenen verbessern. Dieses System wurde von der Bundesregierung aufgenommen und verwirklicht. In Vermont selbst entstanden die ersten dieser Lazarette. Holbrook hat auch Präsident Abraham Lincoln zu seinem Aufruf nach Kriegsfreiwilligen ermutigt. In Vermont wollte der Gouverneur die Hälfte der Kriegskosten durch das Steuersystem finanzieren, während die andere Hälfte über Staatsanleihen finanziert werden sollte.

## Weiterer Lebenslauf
Nach dem Ende seiner Gouverneurszeit widmete sich Holbrook wieder seinen geschäftlichen und landwirtschaftlichen Interessen. Er wurde auch Präsident der Vermont Savings Bank. Politische Ämter hat er nach 1863 keine mehr ausgeübt. Frederick Holbrook starb im Jahr 1909 im Alter von 95 Jahren. Mit seiner Frau Harriet Goodhue hatte er drei Kinder.